# Fournaudin
Fournaudin är en kommun i departementet Yonne i regionen Bourgogne-Franche-Comté i norra Frankrike. Kommunen ligger i kantonen Cerisiers som tillhör arrondissementet Sens. År 2022 hade Fournaudin 130 invånare.

## Befolkningsutveckling
Antalet invånare i kommunen Fournaudin
| Referens: INSEE |